# 吉村真一
吉村 真一（よしむら しんいち、1919年2月12日 - 1996年9月7日）は、日本の経営者、銀行家。四国銀行頭取を務めた。

## 来歴・人物
高知県出身。1940年に高文行政科に合格し、1941年に東京帝国大学法学部法律学科を卒業。大蔵省での勤務を経て、1968年5月に四国銀行に転じ、副頭取に就任し、1971年8月には頭取に昇格した。1985年6月に会長を経て、1987年8月に再び頭取に就任し、1988年6月には会長に退いた。
1989年4月に勲三等旭日中綬章を受章。
1996年9月7日、胃癌のために死去。77歳没。